# Борнејски твор јазавац
Борнејски твор јазавац или Еверетов твор јазавац (лат. Melogale everetti, енгл. Bornean ferret-badger, Everett's ferret-badger) је врста сисара из реда звери.

## Распрострањење
Врста је присутна у Индонезији и Малезији.

## Станиште
Борнејски твор јазавац има станиште на копну.

## Угроженост
Подаци о распрострањености ове врсте су недовољни.

### Популациони тренд
Популациони тренд је за ову врсту непознат.